# 金山顶
金山顶，位于中国广东省梅州市梅江区，为梅县区文物保护单位，类型为古建筑，公布时间为1987年11月。
金山顶的历史年代为清—民国。